# Icosta
Icosta is een vliegengeslacht uit de familie van de luisvliegen (Hippoboscidae).

## Soorten
- I. albipennis (Say, 1823)
- I. americana (Leach, 1817)
- I. angustifrons (Wulp, 1903)
- I. ardeae (Macquart, 1835)
- I. hirsuta (Ferris, 1927)
- I. holoptera (Lutz, Neiva, and Lima, 1915)
- I. massonati (Falcoz, 1926)
- I. minor (Bigot in Thomson, 1858)
- I. nigra (Perty, 1833)
- I. wolcotti (Swenk, 1916)